# Lúcio Júlio Rufo
Lúcio Júlio Rufo (em latim: Lucius Iulius Rufus) foi um senador romano da gente Júlia eleito cônsul em 67 com Fonteio Capitão.